# Ойкаси (Великосундирське сільське поселення)
Ойка́си (рос. Ойкасы, чув. Ойкас) — присілок у Чувашії Російської Федерації, у складі Великосундирського сільського поселення Моргауського району.
Населення — 81 особа (2010; 101 в 2002, 195 в 1979; 230 в 1939, 139 в 1926, 119 в 1906, 109 в 1858).

## Історія
До 1866 року селяни мали статус державних, займались землеробством, тваринництвом, виробництвом взуття. 1930 року утворено колгосп «Савăнăç». До 22 липня 1920 року присілок перебував у складі Малокарачкинської волості Козьмодемьянського, до 6 жовтня 1920 року — Чебоксарського, потім — до складу Ядрінського повіту. 1927 року присілок переданий до складу Татаркасинського району, 1939 року — до складу Сундирського, 1962 року — до складу Ядрінського, 1964 року — до складу Моргауського району.

## Господарство
У присілку діє магазин.